# Jerry Hughes
Jerry Hughes Jr. (Sugar Land, 13 agosto 1988) è un giocatore di football americano statunitense che gioca nel ruolo di defensive end per gli Houston Texans della National Football League (NFL). Al college giocò a football a TCU.

## Carriera professionistica

### Indianapolis Colts
Al draft NFL 2010, Hughes fu selezionato come 31ª scelta assoluta dagli Indianapolis Colts. Debuttò come professionista il 26 settembre 2010 contro i Denver Broncos indossando la maglia numero 92. La sua prima stagione si concluse con 12 presenze, nessuna delle quali come titolare. Nella stagione successiva ne disputò ancora 12, di cui una da titolare.

### Buffalo Bills
Il 29 aprile 2013, Hughes fu scambiato coi Buffalo Bills. Nella settimana 13 della stagione 2014, strappò il pallone dalle mani del running back dei Browns Terrance West ritornando il fumble per 18 yard in touchdown. A fine anno fu inserito al 63º posto nel NFL Top 100, la classifica dei migliori cento giocatori della stagione.
Il 9 marzo 2015, Hughes firmò un rinnovo quinquennale con i Bills per un valore di 45 milioni di dollari.
Nel primo turno dei playoff 2019 Hughes mise a segno 3 sack sul quarterback degli Houston Texans Deshaun Watson.
Nel settimo turno della stagione 2020 Hughes fu premiato come miglior difensore della AFC della settimana dopo avere fatto registrare 6 tackle, 2 sack, un fumble forzato e il primo intercetto in carriera nella vittoria sui New York Jets. Nel divisional round dei playoff fece registrare due sack nella vittoria sui Baltimore Ravens.

### Houston Texans
L'11 maggio 2022 Hughes firmò con gli Houston Texans.

## Palmarès
- Difensore della AFC della settimana: 1

7ª del 2020
- Ted Hendricks Award (2009)